# Dead Letter Office
Dead Letter Office je výběrové album kapely R.E.M. vydané v roce 1987 jako jejich šesté album. Obsahuje nahrávky, pořízené v období od vzniku kapely až po jejich album Lifes Rich Pageant, které nebyly na alba zařazeny, nebo byly B-stranami vydaných singlů. Na albu je také obsaženo několik coververzí oblíbených písní členů kapely, tří od The Velvet Underground a po jedné od Pylon, Aerosmith a Rogera Milleraa.
Album při původním vydání na vinylech a kazetách obsahovalo 15 písní, ale na CD verzi byly přidány všechny písně z Chronic Town EP z roku 1982.
Dead Letter Office se na americkém žebříčku umístilo na 52. a na britském na 60. místě a neprodalo se tolik kopií, aby získalo zlatou desku. Přesto je považováno za jedno z nejlepších výběrových alb vydaných významnou kapelou.

## Seznam skladeb
Autory všech skladeb jsou Bill Berry, Peter Buck, Mike Mills a Michael Stipe, pokud není uvedeno jinak.
1. „Crazy“ (Bewley/Briscoe/Crowe/Lachowski) – 3:03
2. „There She Goes Again“ (Lou Reed) – 2:50
3. „Burning Down“ – 4:12
4. „Voice of Harold“ – 4:24
5. „Burning Hell“ – 3:49
6. „White Tornado“ – 1:55
7. „Toys in the Attic“ (Steven Tyler/Joe Perry) – 2:28
8. „Windout“ (J. Ayers/Bill Berry/Peter Buck/Mike Mills/Michael Stipe) – 1:58
9. „Ages of You“ – 3:42
10. „Pale Blue Eyes“ (Lou Reed) – 2:53
11. „Rotary Ten“ – 2:00
12. „Bandwagon“ (Bill Berry/Peter Buck/Mike Mills/L. Stipe/Michael Stipe) – 2:16
13. „Femme Fatale“ (Lou Reed) – 2:49
14. „Walter's Theme“ – 1:32
15. „King of the Road“ (Roger Miller) – 3:13
16. „Wolves, Lower“ – 4:10
17. „Gardening at Night“ (akustická kytara)– 3:53
18. „Carnival of Sorts (Box Cars)“ – 3:54
19. „1,000,000“ – 3:06
20. „Stumble“ – 5:40
21. „Gardening at night“- 3:29
22. „All the Right Friends“- 3:53
  - 5 výše uvedených skladeb pochází z alba Chronic Town EP z roku 1982 a byly přidány na CD verzi Dead Letter Office.